# Katedrála ve Växjö
Katedrála ve Växjö (švédsky Växjö domkyrka) je chrám Švédské církve, který se nachází ve městě Växjö v provincii Småland. Je hlavním kostelem Diecéze Växjö. Nachází se v centru města nedaleko jezera Växjösjön a obklopuje ho park pojmenovaný po Carlu Linném. Patří mezi památky chráněné úřadem Riksantikvarieämbetet.
Podle legendy zde založil v jedenáctém století dřevěný kostel svatý Sigfríd Švédský. První kamenný kostel vznikl na jeho místě v šedesátých letech 12. století a v 15. století byl přebudován v gotickém slohu. V šestnáctém století se stal luteránským chrámem. Za severské sedmileté války kostel vypálili dánští vojáci, následovala oprava v duchu renesanční architektury. Znovu vyhořel v roce 1740 po úderu bleskem. V letech 1849–1854 prošel kostel radikální přestavbou, jejíž plány vypracoval architekt Carl Georg Brunius. V letech 1898–1899 provedl Carl Möller výrazné změny interiéru. V letech 1958–1960 proběhla další rekonstrukce, kterou řídil Kurt von Schmalensee. 
Jedná se o halový kostel z cihel a kvádříkového zdiva, který je nápadný červenou fasádou a dvojicí štíhlých věží, vysokých 63 metrů. Vitráže, oltář a kazatelnu vytvořil švédský výtvarník českého původu Jan Brázda. Koberec na oltáři navrhla Märta Måås-Fjetterström, autorem moderní křtitelnice je Göran Wärff. Zvony odlila Bergholtz klockgjuteri ze Sigtuny. Nacházejí se zde troje varhany, největší z nich vytvořil roku 1774 Lars Wahlberg a v roce 2002 je rekonstruovaly společně firmy Grönlunds Orgelbyggeri, Ålems Orgelverkstad a Bergenblad & Jonsson Orgelbyggeri.
U katedrály se nachází starobylý runový kámen připomínající vikinga jménem Tyke. V roce 1999 byla před vchodem postavena socha svatého Sigfrída, jejímž autorem je Peter Linde. 